# Le National (France)
Pour les articles homonymes, voir Le National.
Le National est un quotidien français fondé en janvier 1830 par Adolphe Thiers, Armand Carrel, François-Auguste Mignet et le libraire éditeur Auguste Sautelet qui en est le premier gérant, pour combattre la Seconde Restauration.
Après plusieurs changements de propriétaires et de nombreux scandales, le quotidien disparaît en 1924.

## Historique

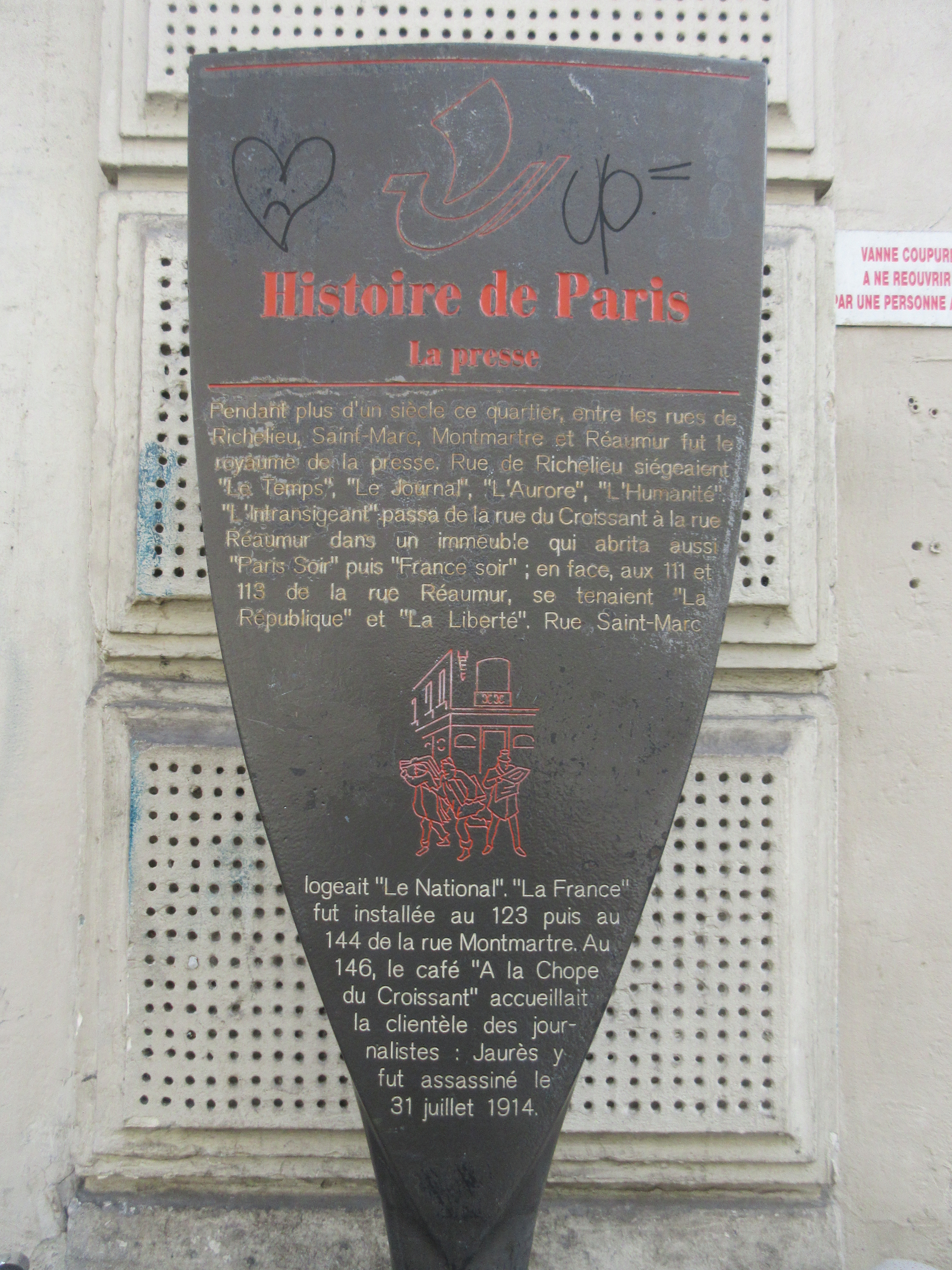
Panneau Histoire de Paris
« La Presse »

### 1830
Le nouveau journal, dont le premier numéro paraît le 3 janvier 1830, bénéficie du soutien financier du banquier Jacques Laffitte et du patronage de Talleyrand et du Duc de Dalberg. On a prétendu que le duc d'Orléans a donné sa caution politique, mais il semble peu probable qu'il se soit directement compromis : rien ne l'atteste en tout cas.

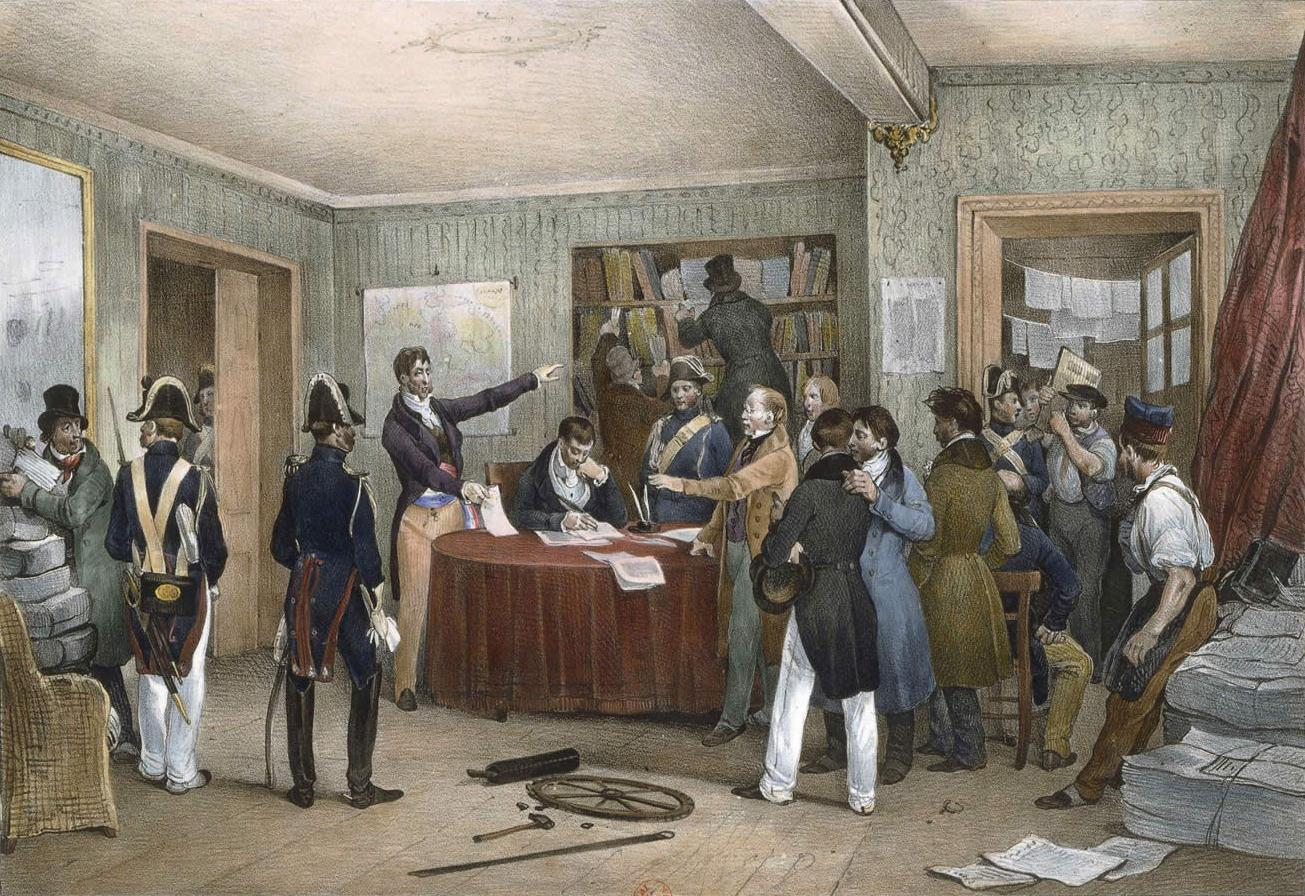
Saisie des presses du National (27 juillet 1830), lithographie d'après Victor Adam, BNF.

Le titre renvoie à la devise de 1791 : « La Nation, la Loi, le Roi », l'ordre des facteurs n'ayant naturellement rien d'innocent. Le journal milite pour l'établissement d'un régime parlementaire sous forme d'une monarchie constitutionnelle et conteste l'interprétation donnée par Charles X de la Charte de 1814 en frappant des formules dont plusieurs sont restées célèbres :
« Dans la monarchie représentative, la majorité doit prévaloir contre un ministère. »
« La royauté choisit les ministres, […] mais la majorité de la Chambre les renverse. »
« Le roi règne et ne gouverne pas. »
Le National en fait défend la Charte de 1814 : mais il se borne à rappeler au gouvernement que la volonté du peuple est souveraine et que les institutions d'un pays ne sont pas immuables.
Lorsque Thiers passe à l’offensive, l'un de ses éditoriaux est interprété par le gouvernement de Charles X comme une menace contre le système gouvernemental et contre les personnes qui l'incarnent, c'est-à-dire le roi et les ministres. Le pouvoir décide alors de poursuivre Sautelet en correctionnelle puisqu'il est le gérant responsable, et Thiers l'auteur de l'article. Tous deux sont condamnés à 1 000 francs d’amende (que Thiers paiera grâce à une souscription auprès des lecteurs du journal) et singulièrement Auguste Sautelet à une peine de trois mois de prison.
Quand Charles X promulgue les Ordonnances de Juillet suspendant la liberté de la presse, c'est au siège du National que se réuniront les journalistes pour signer la protestation de 1830, prémices de la Révolution de 1830, dite des Trois Glorieuses.

### La monarchie de Juillet
Après les journées de juillet 1830, Armand Carrel prend le contrôle du journal et en offre la gérance à son ami Maurice Persat.
À sa mort, en 1836 Le National passe aux mains de MM. Thomas, Trélat, Bastide, Duclerc qui en font l'organe de l'opinion républicaine.
En 1846, Armand Marrast devient rédacteur en chef.

### La Seconde République
Le National continue à servir de tribune et publie l'appel d'Armand Marrast invitant les Parisiens à manifester le 22 février 1848, à la suite de l'interdiction par le Préfet de Paris d'une réunion publique (Campagne des Banquets), et des centaines d'étudiants se rassemblent place du Panthéon, puis se rendent à la Madeleine où ils se mêlent aux ouvriers. La Révolution de 1848 est en marche.
Par la suite, Le National devient l'organe de presse de la majorité républicaine modérée (les « Républicains bourgeois ») issue des urnes aux législatives de 1848 et qui forma la Constituante de la Deuxième République. Le nouveau gouvernement fut dirigé par le général Louis-Eugène Cavaignac. Les parlementaires républicains modérés furent qualifiés de membres du Parti du National en référence à leur journal. Le directeur du National, Charles Thomas, et son rédacteur en chef, Léopold Duras, sont alors membres de l'Association démocratique des amis de la Constitution. Lors de l’'élection présidentielle de décembre 1848, le National défend la constitution républicaine et est partisan de la candidature présidentielle du général Cavaignac, qui arrive en seconde position derrière Louis-Napoléon Bonaparte .

### L'interdiction (1851)
Interdit après le coup d’État du 2 décembre 1851, il disparaît le 31 décembre de cette même année. Le dernier propriétaire, directeur-gérant, l'ancien préfet Jean Baptiste Ernest Caylus s'enfuit à New York, mais le personnel du National est emprisonné : environ 60 personnes, pères de familles. Les Archives nationales conservent le dossier de dissolution et liquidation de la société.

### La reparution (1869)

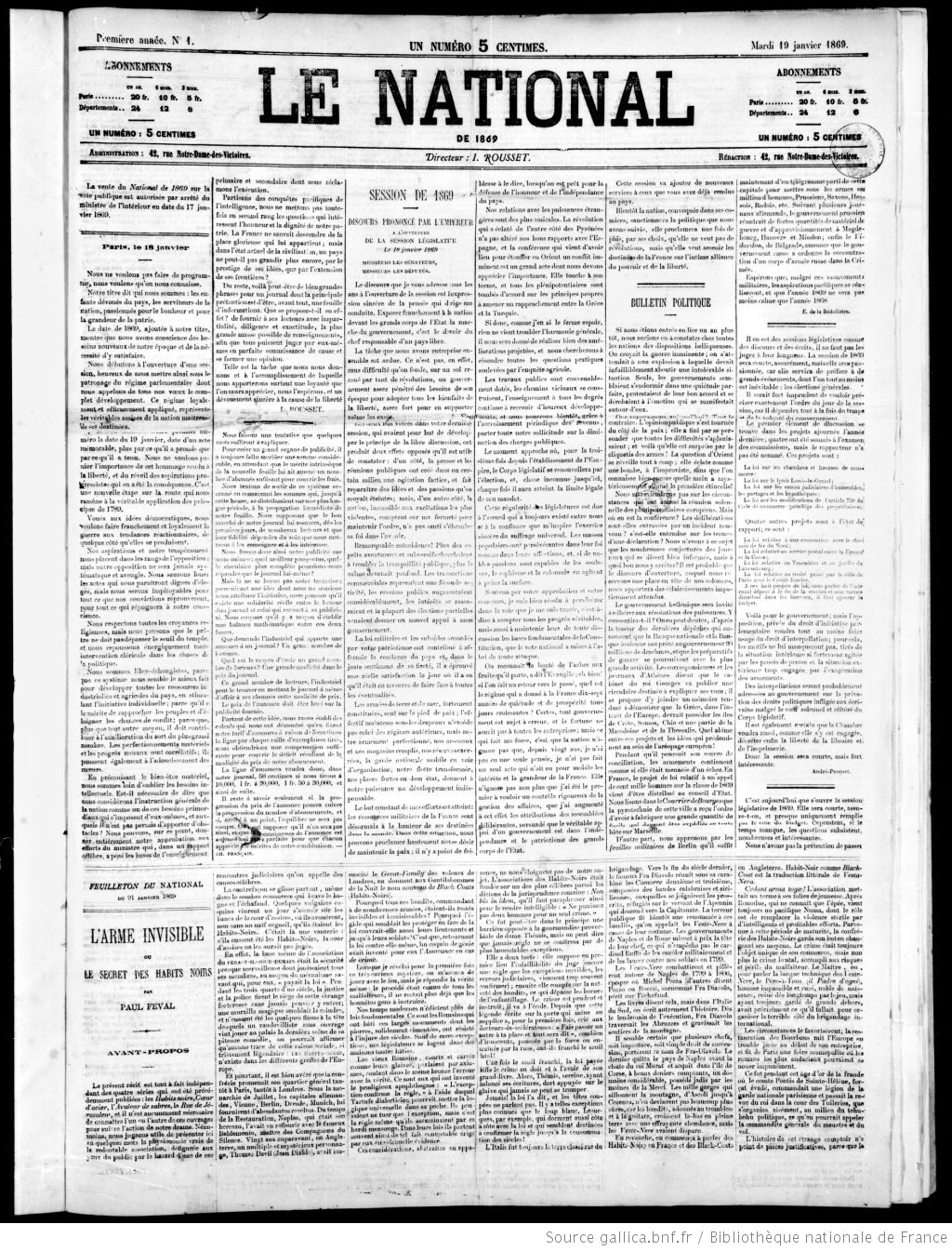
Le National, une du 19 janvier 1869.

Le National, sous-titré « de 1869 », reparaît le 18 janvier 1869 sous la direction d’Ildefonse Rousset (1817-1878) avec des journalistes qui quittent Le Siècle comme Émile de La Bédollière.
Installé au 42 de la rue Notre-Dame-des-Victoires, le journal combat l'Empire et s’oppose vivement à l'ultramontanisme. Pendant le siège de Paris, il soutient la politique du gouvernement de la Défense nationale puis celle d’Adolphe Thiers, chef du pouvoir exécutif. Il tire à plus de 150 000 exemplaires.

### La Troisième République

Affiche lithographiée de Willette pour Le Petit National (1888).

À compter de mai 1873, Le National, vendu 10 centimes, représente les idées de la gauche républicaine. Parmi ses principaux rédacteurs, on compte Émile de La Bédollière, Horace Ayraud-Degeorge, Charles Sauvestre, Émile Deschanel, Paul Féval, Alfred Assollant, Théodore de Banville, Paul Foucher, etc. 
Parallèlement, est édité Le Petit National, un quotidien de quatre pages vendu 5 centimes, illustré et contenant des romans en feuilleton. Cette formule cessera en 1914.
Les deux titres appartiennent à une société représentée par le baron de Soubeyran.
Ildefonse Rousset étant décédé en mars 1878, Hector Pessard devient directeur du journal.
Entre février 1887 et février 1892, le journal est affermé au financier Jean-Baptiste Gerin. Sous sa direction, le journal, qui est pourtant proche des républicains modérés, connaît un brusque revirement pro-boulangiste en 1889. Le siège déménage au 12 rue Paul-Lelong. Gerin, qui sera condamné pour escroquerie, cède la direction du National et du Petit National à Léo Biron. Ce dernier est remplacé en février 1892 par Gaston Thomson. En février 1894, le siège de la rédaction déménage au 24 rue Chauchat.
En décembre 1896, la direction est reprise par André Vervoort, le quotidien est alors sous-titré « journal du soir, politique, littéraire et artistique », avant de changer à nouveau un mois plus tard en « journal du soir républicain progressiste ». Le siège déménage au 142, rue Montmartre. Le 16 mai 1897, la direction est reprise par Eugène Paul-Émile (de son vrai nom Eugène-Paul-Émile Penaud, né en 1855), et le prix au numéro abaissé à 5 centimes. Le quotidien se revendique être « le doyen des journaux républicains quotidiens ». Il s'affirme comme étant « l'organe des républicains progressistes » et de la décentralisation, avec Adrien Duvand comme rédacteur en chef, et des collaborateurs comme Fabius de Champville, Edmond Stoullig, Jules-Ferdinand Baulard. Peu avant 1900, le siège déménage au 33 passage de l'Opéra. Le 21 octobre 1902, Eugène Paul-Émile quitte Le National et Le Petit National, pour fonder Le Grand National, puis se retrouve impliqué dans une sordide affaire de mœurs.
Une troisième série du National débute le 27 avril 1910 sous la direction politique du sénateur Adolphe Maujan, siégeant 16-18, rue Notre-Dame-des-Victoires.